# Verdens Gang

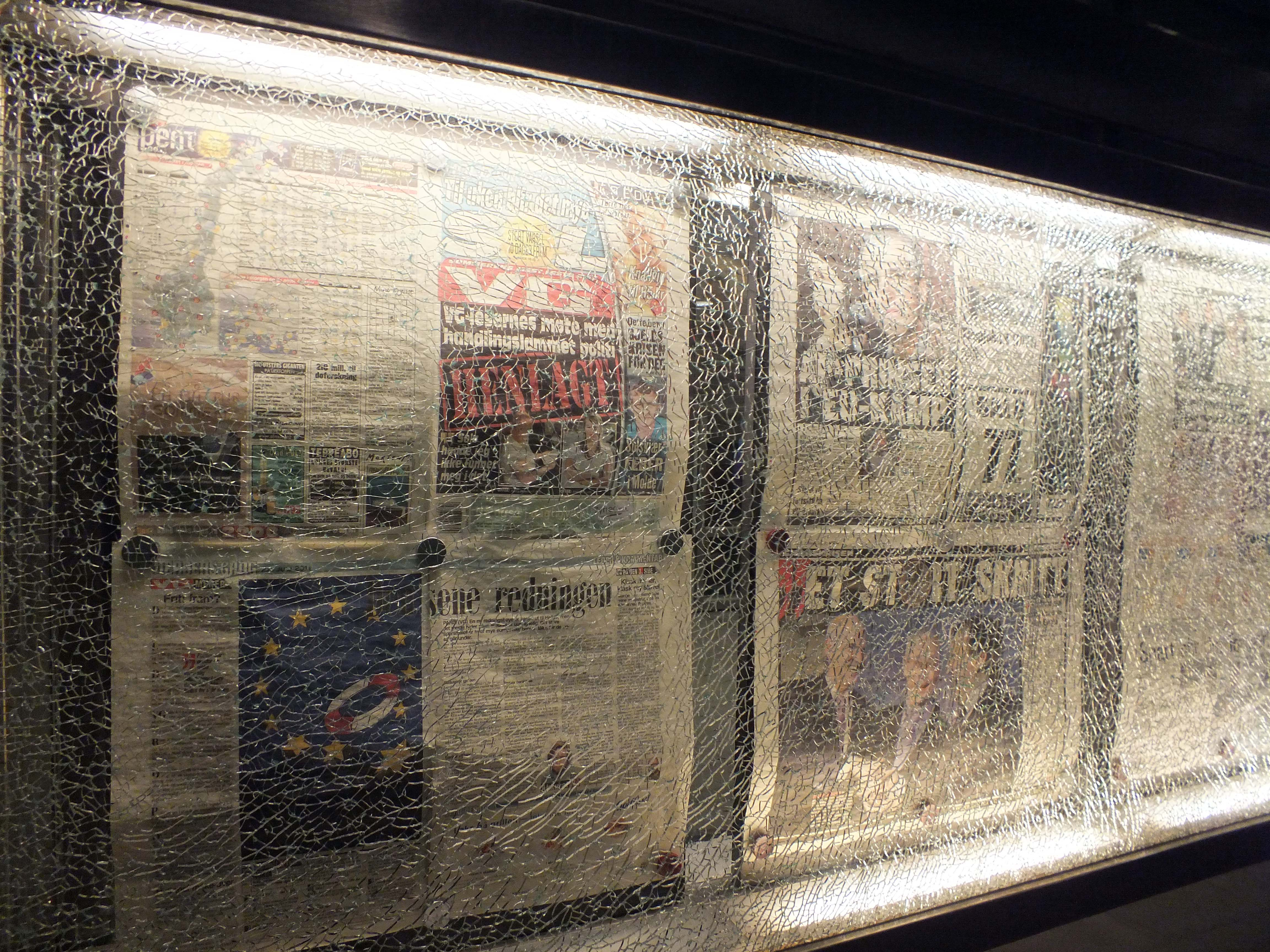
VG har glasmontrar utanför sitt kontor där folk kan läsa tidningen. Den 22 juli 2011 sprängdes en bomb i samma kvarter och sedan dess har inte tidningen bytts ut.

Verdens Gang (svenska: Världens Gång, förkortat VG) är en norsk dagstidning grundad 1945. Bland grundarna fanns flera personer från den norska Hjemmefronten. Med en upplaga på 315 549 (2006) var den Norges största dagstidning fram till 2010, men har nu passerats av Aftenposten. Tidningen är sedan 1967 helägd av Schibsted-koncernen.

## VG Nett
VG Nett, som tidningen kallas på Internet, är den största norskspråkiga tidningssajten.